# ضب بنتي
ضب بنتي (بالإنجليزية: Bent's Mastigure) (باللاتينية: Uromastyx benti) ، هو نوع ينتمي إلى (فصيلة: Agamidae) .

## روابط خارجية
- زواحف المملكة العربية السعودية
- الزواحف والبرمائيات في مصر
- التنوع البيولوجي في مصر[وصلة مكسورة]
- الحياة البرية في الإمارات
- التنوع الحيوي بالسلطنة نسخة محفوظة 14 أغسطس 2014 على موقع واي باك مشين.
- دليل الحياة البرية في تونس